# Teatro Obrero de Zamora
El Teatro Obrero de Zamora es un teatro tipo ópera ubicado en la ciudad mexicana de Zamora de Hidalgo en el estado de Michoacán de Ocampo, México. El recinto es de estilo neoclásico y fue inaugurado el 19 de enero de 1913. El Teatro Obrero es uno de los pocos teatros antiguos de ópera que hay en el país.
El inmueble se localización en una de las principales vialidades de la ciudad, la Avenida 5 de Mayo en la zona centro, estando el recinto colindante a unos pasos del templo neogótico Santuario Guadalupano, separado de este por la modernista estructura del Centro Regional de las Artes de Michoacán. 

## Historia
- Origen

El teatro fue una obra promovida a principios del siglo XX por el clero local para la clase obrera de la ciudad,  contando con el apoyo de la sociedad zamorana. Fue un encargo del obispo de la Diócesis de Zamora Michoacán José Otón Núñez. El recinto fue diseñado por José Dolores Sánchez y construido por el arquitecto Jesús Hernández Segura. Se iniciaron las obras de construcción el 2 de febrero de 1910 llamándose Centro Recreativo de Obreros Católicos  inaugurándose el 19 de enero de 1913, nombrándose finalmente como Teatro Obrero de Zamora
La intención de construir el teatro surgió como una política de la Iglesia por recuperar su presencia entre los campesinos y obreros, dado que estaba perdiendo terreno con el movimiento socialista de ese entonces. Así la iniciativa incorporaba a los obreros a un proceso formativo impulsado por la Iglesia católica. (Es de señalar que también a principios del siglo XX los propios sindicatos construyeron espacios de esparcimiento, teatros propios para la clase trabajadora.)
Por otra parte el proyecto contemplaba desarrollar el crecimiento de la ciudad hacia el oriente y crear la colonia obrera por el rumbo donde ya se construía la nueva catedral de la diócesis, hoy en día Santuario Guadalupano.
- Deterioro

Años más adelante el recinto fue utilizado como Teatro-cine Virrey de Mendoza, que fue durante décadas un punto de referencia para la sociedad zamorana, dada su capacidad, calidad arquitectónica y su estratégica ubicación en el centro de la ciudad. 
En el transcurso de los años ochenta fue abandonado por lo que el inmueble se deterioró severamente, al grado de perder su antiguo techo de dos aguas y dejar su interior expuesto a la intemperie. 
- Restauración

En la administración municipal 1999-2001 el teatro fue rebautizado con el nombre de Teatro de la Ciudad de Zamora siendo la segunda restauraciòn por parte del Instituto Nacional de Bellas Artes en coordinaciòn con el arquitecto Carlos Alberto Lozornio Rodríguez quedando en condiciones óptimas para su funcionamiento.     
En el año 2006 el recinto fue restaurado integralmente bajo la supervisión del arquitecto Francisco Pérez de Salazar . En el proceso de restauración participó la asociación civil Adopte una obra de arte en la elaboración de un anteproyecto y la maqueta del proyecto de la rehabilitación del recinto, en coordinación con el Instituto Nacional de Bellas Artes.
El teatro fue reinaugurado el 23 de noviembre de 2006 como parte del complejo cultural Centro Regional de las Artes de Michoacán donde a la reapertura del recinto asistieron el presidente de México Vicente Fox Quesada y el gobernador de Michoacán Lázaro Cárdenas Batel.  
En julio del 2008  en sesión de cabildo la nueva administración municipal le devolvió al recinto el nombre de Teatro Obrero de Zamora que es como se le conoce oficialmente hoy en día.
El recinto depende de la Secretaria de Cultura del Estado de Michoacán. En la actualidad en el teatro se llevan a cabo conciertos, espectáculos, recitales y conferencias, tal es el caso de la orquesta de Carminaburana que obtuvo un papel muy importante en la producción teatral por el productor Enrique Agüet Romero presidente de la empresa Tarasca Fundación Cultural.

## Descripción arquitectónica

### Exterior
La arquitectura del recinto presenta el estilo neoclásico. Está construido principalmente en ladrillo recubierto de concreto, y presenta elementos de cantería en soportes, molduras y marcos. 
Presenta una fachada de diseño sencillo pero sobrio, la fachada principal está conformada por un pórtico con cuatro pares de columnas y pilastras labradas en cantera, estando terminadas en capitales corintios. En el espacio se ubican tres grandes puertas de acceso en forma de arco. Alternado el pórtico, el inmueble se presenta en un nivel de piso, con una serie de ventanas con frontones, rematando con una larga balaustrada. 
Por su arquitectura exterior, el recinto en cierto modo recuerda al ya desaparecido Teatro Nacional construido por Lorenzo de la Hidalga en la Ciudad de México a mediados del siglo XIX. 

### Interior
En su interior la sala de funciones presenta la forma de los teatros de herradura, estando palcos dispuestos en 4 niveles o pisos soportados en una estructura de acero. La sala cuenta con un amplio foro, buena acústica e iluminación. El techo de la sala presenta como cubierta un moderno diseño circular con iluminación a manera de lámpara. A los lados de la entrada principal de la sala se ubican dos amplios salones.